# Plectrogenium nanum
Plectrogenium nanum е вид лъчеперка от семейство Plectrogeniidae. Видът не е застрашен от изчезване.

## Разпространение и местообитание
Разпространен е в Мадагаскар, Нова Зеландия (Кермадек), Нова Каледония, Провинции в КНР, САЩ (Хавайски острови), Тайван и Япония.
Среща се на дълбочина от 250 до 1000 m, при температура на водата от 4,7 до 18,3 °C и соленост 34,1 – 35,6 ‰.

## Описание
На дължина достигат до 6,8 cm.